# IRAS 16293-2422
إراس 2422-16293 في علم الفلك (بالإنجليزية: IRAS 16293-2422) هو نظام من ثلاثة نجوم في نشأتها، ويتكون النظام من نجم مزدوج (A1/A2) يفصل بينهما مسافة 47 وحدة فلكية، اما النجم الثالث (B) فهو يبعد عنهما مسافة 750 وحدة فلكية. الثلاثة نجوم تبلغ كتلة كل منهم نحو كتلة شمسية. توجد الثلاثة نجوم في منطقة غازية كثيرة الغبار تسمى «سحابة رو أوفيتشي» Rho Ophiuchi cloud complex .
سلط الفلكيون مصفوف ألما الذي يقيس الموجات المليمترية الموجود في أناكاما، ووجد في جو النجم غليكولألدهايد
glycolaldehyde - أحد المركبات العضوية التي تعتبر نوع من السكر، كما اكتشف فيها أكسيد السيليكون والماء. وكانت هذا الرصد أول رصد يظهر فيه السكر في الفضاء حول نجم تبلغ كتلته كتلة الشمس في من إطار يماثل المسافة بين الشمس وأورانوس - أي أن في قرص حول النجم يمكن أن تتكون أو تكون فيه كواكب. يبين هذا الاكتشاف أن لبنات نشأة الحياة ربما تكون في تلك المناطق في الوقت المناسب ن لتكوين كواكب تدور حول النجم المركزي.
وجد في القرص المزود بعض المناطق تدور بعكس بعضها البعض، وكان هذا هو أول مشاهدة لمثل تلك الظاهرة؛ وهي تعني أنه خلال تكوين الكواكب فإن الكواكب القريبة من النجم تدور حوله في اتجاه معاكس بالنسبة للكواكب البعيدة عنه.

## خصائص إراس 2422-16293
- epoch = حقبة
- الكوكبة: الحواء
- ra = 16سا 32د 22.56ث
- dec = −24° 28′ 31.8″

## اقرأ أيضاً
- منطقة هيدروجين II
- خط هيدروجين
- أبراج التخليق
- ولادة النجوم
- إراس 1755-17423
- إراس 3907-17163
- إيتا القاعدة